# تیلور دیویس (ویولنیست)
تیلور دیویس (به انگلیسی: Taylor Davis)(زادهٔ ۲۰ مارس ۱۹۸۷) یک ویولنیست، تنظیم‌کننده و آهنگساز آمریکایی است. دیویس بیشتر به واسطهٔ بازآفرینی موسیقی بازی‌های ویدئویی و فیلم‌ها با استفاده از ویولن که مختص کانال یوتیوب او "Taylor Davis" است شناخته می‌شود. او همچنین از ماه ژوئیه سال ۲۰۱۳ شروع به انتشار موسیقی‌های خود کرد.
طی سال ۲۰۱۲ او دو آلبوم و یک دسته تک آهنگ منتشر کرد. اولین آلبوم او «رویای بازی» نام داشت که شامل آهنگ‌های مختلفی از بازی‌های ویدئویی بود که با ویولون نواخته شده بودند. شش ماه بعد، آلبوم «کریسمسی مسحور شده» منتشر شد که شامل تعدادی موسیقی بازآفرینی شده مختص کریسمس بود. در ژانویهٔ سال ۲۰۱۳، دیویس سومین آلبوم خود را تحت عنوان «شروع بازی: حالت دو نفره» منتشر کرد. این آلبوم به کمک پیانیست استرالیایی‌تبار، لارا د ویت، آهنگسازی شد. چهارمین آلبوم او «موسیقی فیلم افسانه ای» نام داشت که با آهنگسازی آدام گابمن تهیه و تنظیم و در ژوئیه ۲۰۱۳ منتشر شد. دو آلبوم دیگر تحت عناوین «ملودی‌های هایرول: آهنگ‌هایی از افسانهٔ زلدا» و «مجموعهٔ انیمه و بازی» به ترتیب در نوامبر ۲۰۱۳ و ژوئیه ۲۰۱۴ با مشارکت آدام گابمن انتشار یافت. در اکتبر ۲۰۱۴، دیویس برای هفتمین آلبوم خود اقدام به برگذاری یک کمپین سرمایه‌گذاری اجتماعی کرد. سایت PledgeMusic به عنوان پلتفرم این پروژه انتخاب شد. کمپین در حدود یک هفته به هدف خود دست یافت و آلبوم جدید که «تیلور دیویس» نامیده شده بود در مارس ۲۰۱۵ منتشر شد و در رتبهٔ دهم آلبوم‌های محبوب ایالات متحده قرارگرفت.

## زندگی‌نامه
تیلور دیویس در ۲۰ مارس ۱۹۸۷ در محلهٔ وسترن سپرینگ ایالت ایلینوی آمریکا متولد شد. در زمان کودکی به بازی‌های ویدئویی علاقه‌مند شد. به خصوص به واسطهٔ برادر بزرگ‌تر خود که اغلب او را درگیر کنفرانس‌های گیمینگ می‌کرد. دیویس نواختن ویولن را از هشت سالگی در دورهٔ ابتدایی مدرسه و پس از الهام گرفتن از اجرای آهنگ «شب خاموش» با استفاده از ویولن توسط یکی از دختران جوان در انجمن مدرسه آغاز کرد. او در دوران متوسطه به شدت مورد اذیت قرار می‌گرفت و این برای او بسیار ناراحت‌کننده بود. این موضوع او را در تنهایی خود غرق‌کرد. این دورهٔ زمانی تا زمان ورود او به دورهٔ دبیرستان ادامه یافت. او در دبیرستان با همسر آیندهٔ خود، جارِد آشنا شد. جارد در احساسات و منافع او شریک شد و از آن‌ها حمایت کرد. این کمک بزرگی برای به دست آوردن مجدد اعتماد به نفس دیویس بود. آن‌ها پس از ۱۴ سال دوستی، در سال ۲۰۱۱ ازدواج کردند. او در دوران دبیرستان شروع به نواختن موسیقی بازی‌های ویدئویی و معرفی این سبک (به ویژه قطعات گرفته شده از مجموعهٔ فاینال فانتزی) در محیط مدرسه کرد. بعدها دیویس به دانشگاه گانزاگ راه یافت و به رواج دادن موسیقی بازی‌های ویدئویی در میان ارکسترها و اعضای گروه‌های چهارجانبهٔ دانشکده ادامه داد. برخی از موسیقی‌های بازی‌های ویدئویی، به نوبهٔ خود در عروسی‌ها و سایر مراسم قابل اجرا بودند. دیویس با رتبهٔ عالی در رشتهٔ روابط عمومی از دانشگاه گانزاگ فارغ‌التحصیل شد. پس از حضور در دانشکده، برای آهنگ‌سازی حرفه‌ای بازی‌ها، فیلم‌ها و رسانه‌های دیگر مصمم شد اما در آن زمان این امر میسر نشد، بنابراین کسب و کاری برای یک دورهٔ زمانی کوتاه برگزید و هم‌زمان ویدئوهای کانال یوتیوب خود را ارسال می‌کرد (همانند ویولنیست‌های کلاسیک، تلاش می‌کرد موسیقی را به عنوان بخشی از زندگی خود حفظ کند) دیویس تا نوامبر ۲۰۱۱ به عنوان بازاریاب و رابط عمومی یک سازمان غیرانتفاعی مشغول به کار شد، سپس تصمیم بر ترک شغلش گرفت. این‌گونه می‌توانست تمام تلاشش را بر گسترش حرفهٔ اصلیش از طریق یوتیوب متمرکزکند.

### کنجکاوی
- بازی مورد علاقهٔ دیویس، فاینال فانتزی ۷ است و همچنین از میان قطعات مورد علاقهٔ او برای اجرا، قطعهٔ «وادی جِرودو» برگرفته از «افسانه زلدا: اوکارینای زمان» می‌باشد.
- اولین کنسول بازی که که توسط دیویس مورد استفاده قرار گرفت، یک سیستم اینتلی ویژن بود.

## آلبوم‌شناسی
- رؤیای بازی (۲۰۱۲)
- کریسمسی مسحور شده (۲۰۱۲)
- شروع بازی: حالت دو نفره (۲۰۱۲)
- موسیقی فیلم افسانه‌ای (۲۰۱۳)
- ملودی‌های هایرول: آهنگ‌هایی از افسانهٔ زلدا (۲۰۱۳)
- مجموعهٔ انیمه و بازی (۲۰۱۴)
- تیلور دیویس (۲۰۱۵)
- اودیسه (۲۰۱۶)